# Варан комодський
Комодський варан або ж комодський дракон (Varanus komodoensis) — гігантський варан, найбільший представник не лише варанів, але і всіх сучасних ящірок. Аборигени називають його ора або буая дарат («наземний крокодил»). Мешкає комодський варан на індонезійських островах Комодо, Рінджа, Падар, Гілі-Мотанг і Флорес, раніше був поширений у Австралії та на Яві. Комодські варани перебувають під охороною, а острови Комодо та Рінджа є частиною заповідника «Нуса тенггара». За оцінками, максимальна тривалість життя становить не менше 30 років.

## Опис тварини
Найбільший екземпляр був завдовжки 3,1 метра та важив 166 кг (разом зі спожитою здобиччю). Зазвичай їх довжина близько 2 метрів, а вага близько 70 кілограмів. Хвіст такої ж довжини, що й голова та тіло. Череп комодського варана зазвичай близько 21 сантиметра завдовжки. Зуби (близько 60) у тварини загнуті назад, сплощені, зазубрені, до 2,5 см в довжину. Завдяки їм варан легко викушує цілі шматки з тіла жертви. Їжу ящур не жує, однак будова щелеп та горла дозволяє ковтати великі шматки.

## Поведінка, відтворення
Викопує нори завглибшки до 5 метрів. Полює з засідки, кидаючись на жертву з невеликої відстані. Вполювавши здобич, розпорює їй живота і перш за все виїдає нутрощі.
У травні самиця відкладає в нору до 25 яєць, кожне важить близько 200 грамів. Інкубаційний період — 8—8,5 місяців, дитинчата вилуплюються завдовжки до 30 сантиметрів. Тривалість життя варанів зазвичай не перевищує 50-и років.
У комодських варанів знайдено партеногенез. В умовах відсутності самців самка може відкладати незапліднені яйця, що спостерігалося в Честерському і Лондонському зоопарках Англії. Оскільки варани-самці мають дві ідентичні хромосоми, а самки — навпаки, різні, і при цьому поєднання ідентичних життєздатне, всі дитинчата будуть чоловічої статті. Кожне яйце містить або W, або Z-хромосому (у комодських варанів ZZ — самець, а WZ — самка), потім відбувається подвоєння генів. Диплоїдні клітини, що при цьому отримуються, з двома W-хромосомами гинуть, а з двома Z-хромосомами розвиваються в нових ящірок. Здатність до статевого і безстатевого розмноження у цих рептилій, ймовірно, пов'язана з ізольованістю середовища існування — це дозволяє їм засновувати нові колонії, якщо в результаті шторму самки без самців виявляються викинутими на сусідні острови.

## Харчування
На різних етапах життя комодські варани харчуються різними тваринами — як хребетними, так і безхребетними. Залежно від розмірів та віку, вони можуть поїдати комах (переважно прямокрилих), крабів, рибу, морських черепах (у тому числі великих логерхедів), ящірок, змій (у тому числі й отруйних), птахів, дитинчат крокодилів, гризунів (від мишей і пацюків до їжатців), цивет, оленів, кабанів, домашніх або диких собак, кішок, кіз, буйволів, велику рогату худобу, коней і навіть своїх родичів. Комодські варани не гидують і падаллю, хоча їм більш властиве самостійне полювання. Найгнучкішу дієту, що містить найбільшу кількість видів здобичі, мають молоді комодські варани масою від 1 до 25 кг — улюбленими кормовими об'єктами у них, як правило, є чорні щури, дитинчата копитних і мустанги. Тоді як великі дорослі особини харчуються майже винятково великими копитними — переважно оленями й дикими кабанами, і іноді — птахами та їх яйцями, а найменші обмежуються поїданням комах і невеликих ящірок. Молоді варани можуть навіть лазити по деревах, щоб дістатися дрібних тварин, що є занадто високо для своїх старших родичів, і проводять там дуже багато часу у перші роки життя. У комодських варанів дуже поширений канібалізм, особливо в голодні роки: великі особини часто поїдають молодих і дрібніших варанів — ті можуть становити до 8,8 % від їхньої загальної дієти. Дорослі ящірки перебувають на вершині харчового ланцюга в місцях свого проживання. Вважається, що їхня присутність на островах обмежує розселення таких великих змій, як сітчасті пітони, які можуть бути знайдені на сусідніх територіях, але, мабуть, дуже вразливі для хижацької діяльності варанів. Великий комодський варан, як правило, відганяє будь-яку кількість кабанів і диких собак від падалі чи недоїдків.

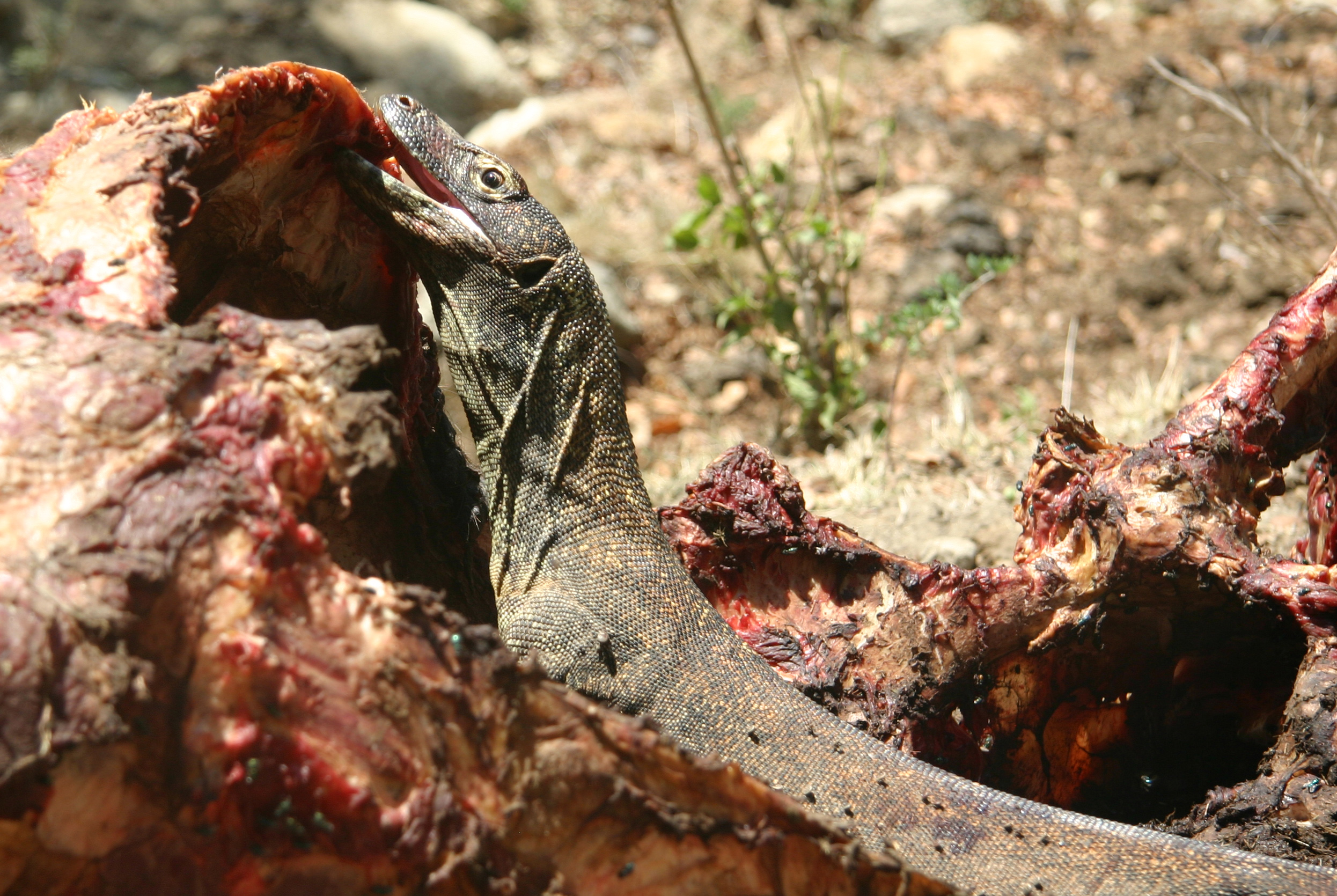
Варан комодський, що харчується падлом водяного буйвіла

На харчування великими тваринами комодські варани зазвичай переходять тоді, коли їхня маса досягає приблизно 20 кг. Але попри це, були зафіксовані вдалі напади та менших за розмірами (масою в районі 10 кг) підлітків варанів на копитних масою близько 50 кг. Загалом, комодський варан — дуже ефективний для своїх розмірів хижак, здатний вбити жертву, яка в 10—15 разів перевищує його за вагою. Якось навіть спостерігалося поїдання варанами величезного буйвола масою близько 1200 кг. У минулому, можливо, комодські варани активно полювали на карликових стегодонів, середня маса яких варіювала від 300 до 850 і навіть 2000 кг залежно від виду.
Комодські варани мають дуже добрий нюх і з легкістю знаходять їжу на відстані від 4 до 9,5 км за запахом, за допомогою довгого роздвоєного язика. На запах розтерзаної туші, падалі чи навіть просто пораненої тварини часом збирається велика кількість варанів. У місцях годівлі часті бійки між самцями з метою встановлення і підтримки ієрархічного порядку (як правило, несмертельні, хоча в деяких випадках самці, що програли, все-таки бувають убиті та з'їдені конкурентами), а також навмисне відтискування і регулярні спроби вбивства і поїдання більш дрібних і слабких. Комодські варани годуються, вириваючи з туші великі шматки плоті й заковтуючи їх цілком — широка і вигнута морда дозволяє їм одразу відривати від видобутку шматки масою до 2,5 кг. Спочатку, як правило, поїдається кишка, але при цьому уникає його рослинний вміст. За один присід голодний варан може з'їсти кількість м'яса, що дорівнює приблизно 80 % від маси його власного тіла. Розтин та поїдання жертви зазвичай відбувається приблизно в 10–25 разів швидше, ніж у випадку з хижими ссавцями такого ж розміру. Одна самка комодського варана масою 42 кг з'їла 30 кг кабана лише за 17 хвилин. Однак, відносно невелика здобич, до розмірів дорослої кози, може бути проковтнута дорослою ящіркою цілком, чому сприяють рухливе з'єднання кісток нижньої щелепи та місткий розтяжний шлунок. Хоча варани виділяють велику кількість червоної слини, що змащує їжу, ковтання цілої туші займає пристойну кількість часу (близько 15—20 хвилин на те, щоб проковтнути козу). Деякі ящірки прискорюють цей процес, проштовхуючи тушу в пащу, упираючись нею про найближчі дерева, іноді з такою силою, що можуть бути повалені на землю. З'їдена здобич перетравлюється разом з кістками, проте пір'я, луску, роги, шерсть, копита варан відригує у вигляді великих грудок, склеєних слизом, нагадуючи тим самим процес відригування у птахів та деяких інших рептилій. Після харчування варан ретельно облизується і витирає морду об землю.

## Отрута
Раніше вважалося, що у слині комодського варана накопичуються хвороботворні бактерії, які при потраплянні в рану викликають зараження крові. Зараз відомо, що у них є отруйні залози, отрута з яких потрапляє у кров жертви по спеціальних каналах, що знаходяться між зубами нижньої щелепи. Отрута дещо схожа на зміїну та заважає згортанню крові й знижує тиск, внаслідок чого жертва швидко слабне. Відомі випадки нападу на людей.

## Походження
Учені встановили, що комодський дракон родом з Австралії. Вчені провели аналіз скам'янілих решток австралійських ящерів віком від 300 тисяч років до 4 мільйонів років. Серед них виявилося декілька, що нагадують сучасних комодських драконів. За словами дослідників, порівнявши рештки з особинами, що існують нині, вчені виявили «ідеальну схожість». Звідси дослідники зробили висновок, що комодський дракон, ймовірно, розвинувся в Австралії, після чого переселився на прилеглі острови приблизно 900 тисяч років тому.
Таким чином, нові результати показують, що розмір комодських варанів останні кілька сотень тисяч років не змінювався. Раніше вважалося, що ці варани розвинулися з дрібніших предків в результаті адаптації до життя на островах. Одна з гіпотез щодо великих розмірів драконів Комодо полягає в тому, що вони колись були спеціалістами з полювання на карликового стегодона (маленького слона). Це свого роду непрямий острівний ефект. Стегодони стали малими, тому що вони жили на островах, і ящірки еволюціонували, щоб бути достатньо великими, щоб їх їсти.
У 1980 році на індонезійських островах для захисту найбільшої ящірки був створений національний парк.

## Галерея

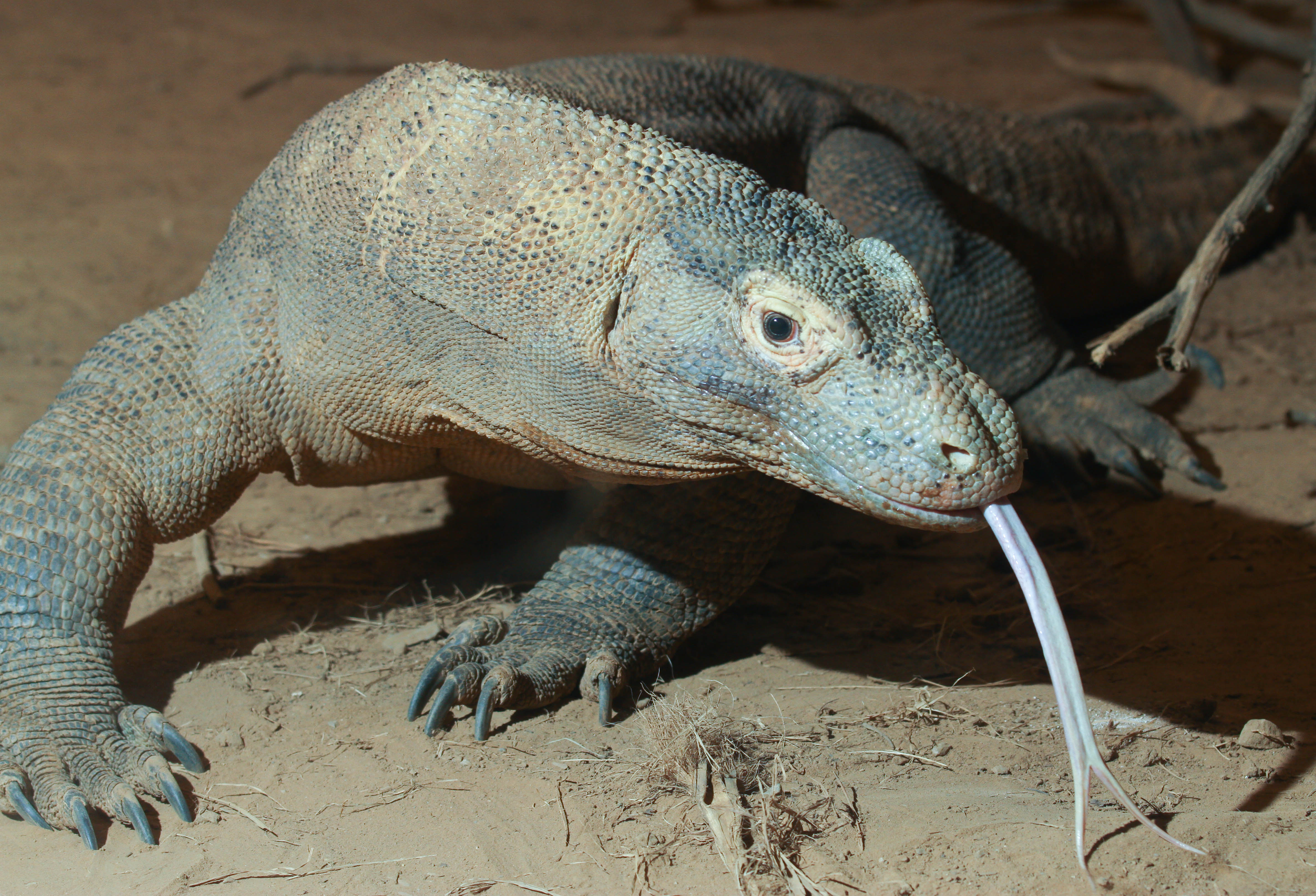
Комодський варан — зоопарк у Цинциннаті
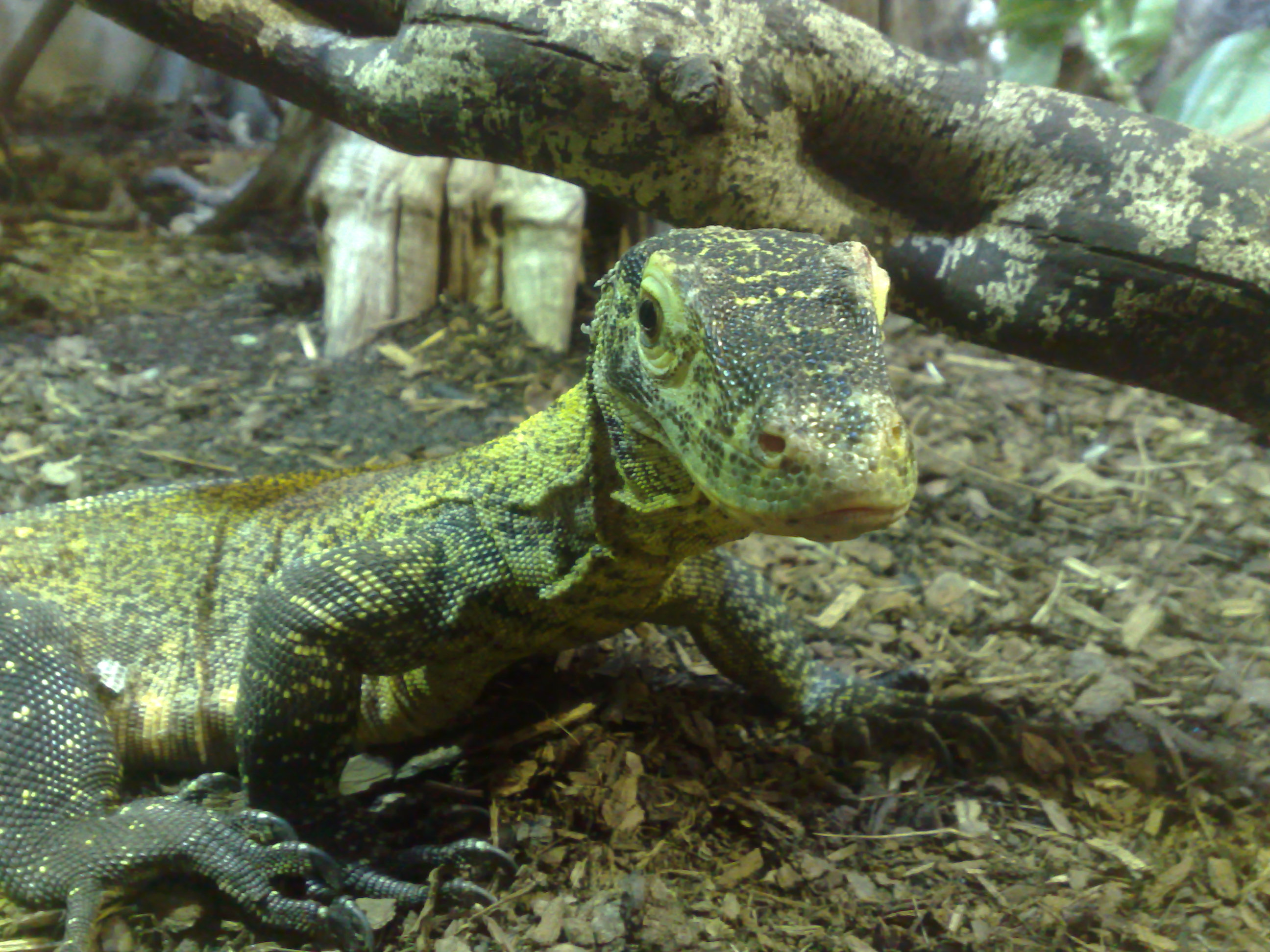
Маленький варан, що був народжений в результаті партеногенезу
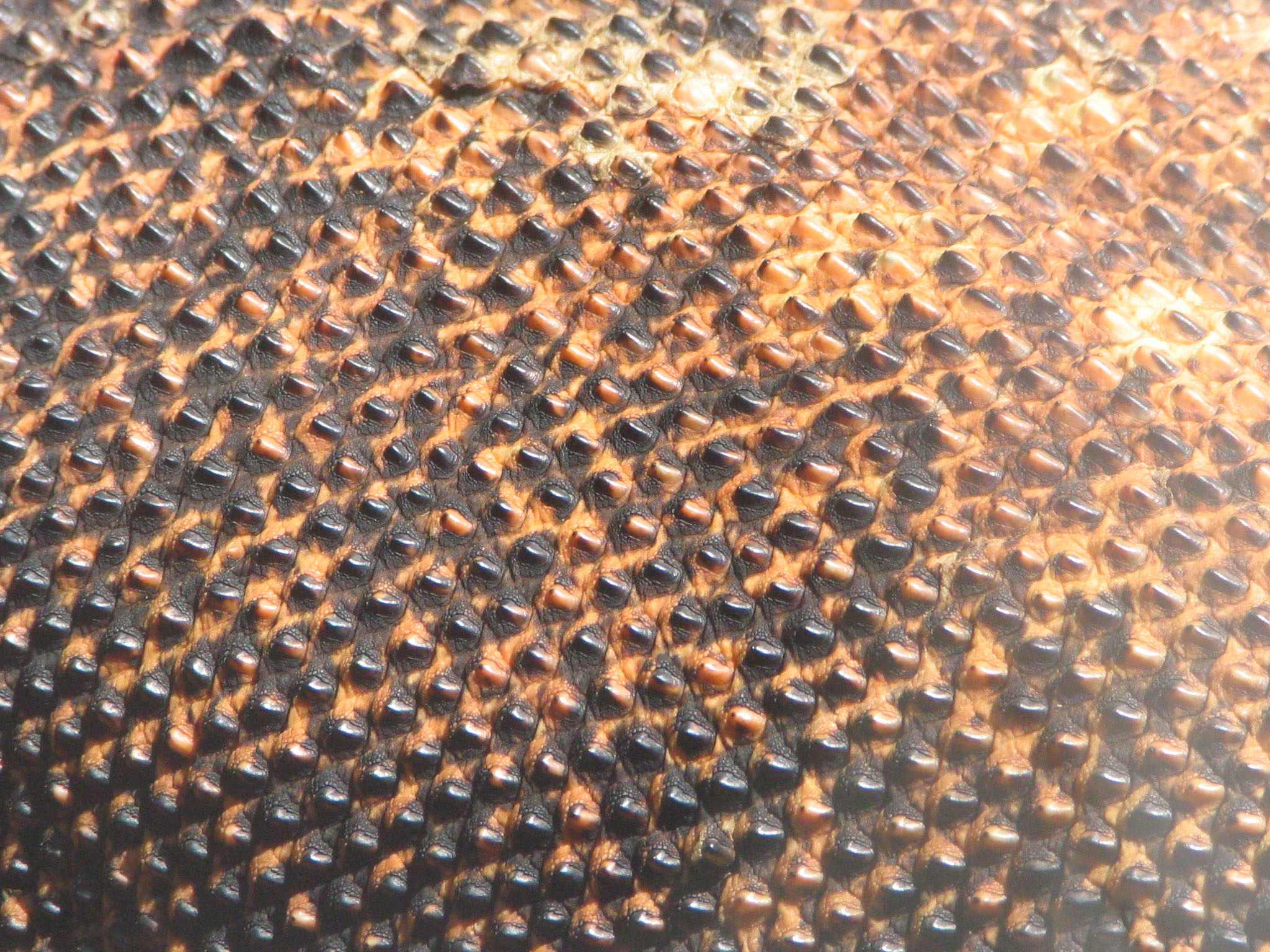
Структура шкіри
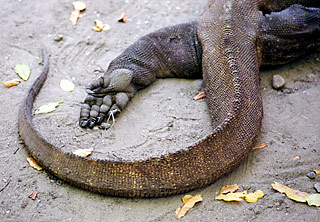
Лапи та хвіст
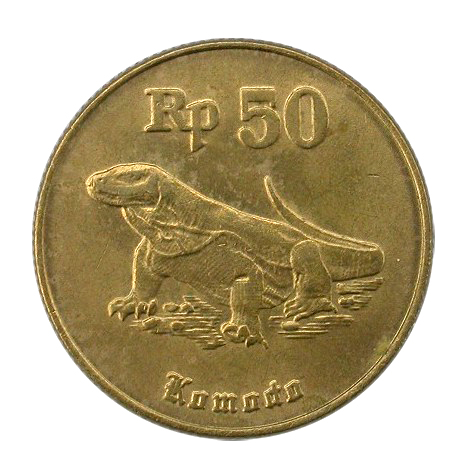
Монета Індонезії